# Fritz Karl Zbinden
Fritz (Karl) Zbinden (* 26. Oktober 1896 in Basel; † 2. Oktober 1968 in Horgen) war ein Schweizer Maler, Zeichner und Grafiker.

## Leben und Werk
Fritz Zbinden absolvierte in Basel in der elterlichen Buchdruckerei eine Lehre und nahm bei Albrecht Mayer Zeichen- und Malkurse an der Allgemeinen Gewerbeschule Basel. Anschliessend bildete er sich bei Cuno Amiet weiter. Mit dem Maler Werner Miller unternahm er eine Studienreise nach Italien.  
Fritz Zbindens Werk umfasst Ölmalerei, Temperamalerei, Wandmalereien, Aquarelle, Zeichnungen, Illustrationen, Sgraffitos und Freskos. Er signierte seine Bilder meist mit «F. Zbinden». 1924 schuf er im Auftrag von Hannes Meyer eine Bilderfolge über das Leben im Freidorf in Muttenz. Zbindens Einfluss- und Freundeskreis umfasst zahlreiche Schweizer Kunstschaffende, so u. a. Ernst Morgenthaler, Otto Baumberger, Werner Miller, Cuno Amiet und Hannes Meyer. 
In Paris heiratete Zbinden 1925 die in Basel geborene und als Textilgestalterin tätige Hélène, geborene Amande (1896–1987). Zusammen hatten sie zwei Kinder. Hélène Zbinden-Amande war eine Schülerin von Fritz Baumann. Später war sie die Sekretärin des 1918 gegründeten KünstlerbundS Das Neue Leben. Ihre Werke stellte sie in Gruppenausstellungen u. a. 1919 im Kunsthaus Zürich und 1920 in der Kunsthalle Basel aus. Danach wandte sie sich von der Malerei ab, um als Bühnen- und Kostümbildnerin für die freie Theaterszene u. a. für Hannes Meyers Theater Co-op in Gent und Genf zu arbeiten. Ab 1932 lebte das Ehepaar am Zimmerberg oberhalb von Horgen am Zürichsee.
Hélène Zbinden-Amande vernichtete einen Grossteil ihrer Werke. Ab den 1960er-Jahren begann sie Blumenaquarelle mit wissenschaftlicher Präzision zu malen.
Nach einem Aufenthalt in Schweden starb Zbinden nach kurzer Krankheit an seinem Wohnort. Im Atelier Zbinden Horgenberg wurden später überregionale Künstler ausgestellt. Zudem fanden hier musikalische Aufführungen statt. 